# 花蓮縣光復鄉太巴塱國民小學
花蓮縣光復鄉太巴塱國民小學是花蓮縣光復鄉的一所國民小學，設立於1900年。

## 介紹
臺灣總督府於1900年在臺東廳奉鄉太巴塱社設置「臺東國語傳習所太巴塱分教場」。1905年3月28日，學校改為四年制的「太巴塱公學校 」，後於1911年增設貓公分校。1917年4月1日，學校改制為「太巴塱蕃人公學校」。1920年5月，於鳳林設立鳳林分班，該分班在次年升格為鳳林公學校。1922年4月1日，改為「太巴塱公學校」。1924年4月，將學制由四年制改為六年制。1937年10月1日，改為「富田公學校」。1941年4月1日，改為「富田國民學校」，此時地址為鳳林郡鳳林街富田1642番地。
二戰後，1946年1月25日學校改名為「北富國民學校」。之後，於1948年在加里洞部落設置「加里洞分班」，於1953年改為「加里洞分校」，並同時在馬佛部落設置「西富分班」。1953年11月，加里洞分校獨立為「東富國民學校」(2001年裁撤)。1956年9月，西富分班獨立為「西富國民學校」。在1968年8月因應九年國民義務教育，學校改為「北富國民小學」。在1990年的臺灣原住民族正名運動之下，時任校長及地方仕紳推動更改校名，並在1994年9月，更名為「太巴塱國民小學」。

## 資料來源
1. ↑  . 臺灣總督府報 第1718期. 1905-03-28.
2. 1 2 3 4  鍾利德.  (PDF). 花蓮縣政府. 1995年6月: Pages 83–86  [2025-04-25].
3. ↑  . 臺灣總督府報 第3199期. 1911-03-31.
4. ↑  . 臺灣總督府報 第1253期. 1917-03-28.
5. ↑  . 臺灣總督府報 第2667期. 1922-05-28.
6. ↑  花蓮港廳. . 花蓮港廳報. 1937-10-01.
7. ↑  花蓮港廳. . 花蓮港廳報. 1941-04-09.
8. ↑  駱香林.  (PDF). 花蓮縣文縣委員會. 1973-06-30: 34  [2025-04-25].
9. ↑  . 自由時報. 2008-03-19.
10. ↑  林佳彣 高志宏. . Yahoo新聞. TVBS. 2021-02-16  [2025-04-25].